# Marafa Hamidou Yaya
Marafa Hamidou Yaya est un homme politique camerounais né en 1952, ancien ministre d'État chargé de l'administration territoriale et de la décentralisation et ancien secrétaire général de la présidence.

## Biographie
Issu de l'aristocratie peule de Garoua dans le nord du pays, ingénieur diplômé en pétrochimie de l'Université du Kansas (États-Unis), il dirige de 1981 à 1990 le département de l'exploitation-production de la Société nationale des hydrocarbures (SNH).
L’ancien ministre d’État camerounais chargé de l’Administration territoriale Marafa Hamidou Yaya est présenté à un juge d’instruction le 16 avril 2012, puis mis en détention préventive à la prison centrale de Yaoundé à Kondengui pour être transféré quelques semaines plus tard à la caserne militaire du SED,. Il a été condamné à 25 ans de prison ferme pour complicité intellectuelle, une peine révisée à la baisse à la suite du pourvoi en cassation.
Depuis sa condamnation à 25 ans de prison ferme en septembre 2012, Marafa Hamidou Yaya n’a eu de cesse de clamer son innocence et attribue ses malheurs à ses ambitions présidentielles - révélées par Wikileaks lors d’une conversation avec l’ambassadeur américain, Janet Garvey, en poste à Yaoundé. Le Cameroun est gouverné depuis 1982 par Paul Biya.
Il est à noter que dans le même entretien MHY a déclaré à la diplomate américaine que l’opération anti-corruption dite Épervier en cours dans le pays est plutôt une entreprise d’épuration politique. Lui-même ne serait pas surpris de se retrouver derrière les barreaux.
Depuis son arrestation, Marafa poursuit son combat politique aux travers de lettres ouvertes adressés à son ex-mentor politique Paul Biya et parfois à ses concitoyens –riches en révélations et très lues du public camerounais- parfois il signe des tribunes dans la presse internationale ou accorde des interviews. Dans l'une d'entre-elles, il déclare préparer la sortie de son ouvrage rédigé en secret sous le titre de Le choix de l’action qui finalement parait à la fin de 2014. Cette activité épistolaire de Marafa embarrasserait le régime de Yaoundé qui pour y mettre fin l’a transféré de son premier lieu de détention, la prison centrale de Yaoundé, vers la caserne militaire du Secrétariat d’État à la Défense.
Par cette présence dans les médias MHY est devenu l'un des politiciens les plus suivis des Camerounais, le State Department américain, l’internationale socialiste et plusieurs organisations de défense des droits de l’homme. Le 2 juin 2016, le Groupe de travail des Nations unies sur la détention arbitraire a émis un avis où il qualifiait la détention de MHY de « violation du droit international » et a demandé au gouvernement de le libérer immédiatement et de le dédommager pour le préjudice subi. Les Nations unies ont précisé que la procédure judiciaire était entachée de multiples irrégularités, l’ont reconnu comme un détenu d’opinion et appellent à sa mise en liberté.
Sa condamnation a été confirmée le mercredi 18 mai 2016. MHY, qui a une santé qui se dégrade[réf. souhaitée], purge sa peine dans la prison de haute sécurité du camp militaire du Secrétariat d’État à la Défense.
En octobre 2022, Niels Marquardt, un ancien ambassadeur américain au Cameroun appelle à la libération de Marafa Hamidou Yaya de prison.
En janvier 2024, l'ancien président de France François Hollande appele à la libération de Marafa Hamidou Yaya en raison de l'aggravation de sont états de santé.